# Títulos nobiliarios del Reino Unido
Los pares británicos comprenden en la mayoría de los títulos de nobleza creados por el Reino Unido de Gran Bretaña e Irlanda después del Acta de Unión de 1801, cuando sustituyó a la dignidad de par de Gran Bretaña.
Entre 1707 y 1801 los nuevos títulos de par fueron creados en la dignidad de par de Gran Bretaña y los nuevos  títularios en la dignidad de par de Irlanda continuaron también siendo creado hasta la formación del Estado Libre Irlandés en 1922.
El Acta de Unión de 1707 unió a los parlamentos inglés y escocés, antes lo cual existían las pairías separadas de los reinos de Inglaterra y de Escocia.
La sucesión a los títulos hereditarios de par del Reino Unido es por vía masculina salvo, de vez en cuando a falta de descendencia masculina, el soberano, en el momento de la creación del título, permite que pueda ser heredado por las hijas del primer poseedor (esto generalmente se concede a grandes personajes como el primer Conde Mountbatten de Birmania que fue sucedido por su hija primogénita). A partir de ese momento únicamente puede ser heredado vía masculina, pero las antiguas pairías de Inglaterra y de Escocia pueden evolucionar a través de privilegio hijo e hijas.
Los pares hereditarios británicos tenían derecho a un asiento en la Cámara de los Lores hasta el «House of Lords Act» de 1999. Desde de 1958 los lores vitalicios (en la dignidad de barón) se instituyen.
Los títulos de par británicos son las dignidades de duque, marqués, conde, vizconde y barón.

## Los pares británicos

Duque

### Par de Inglaterra
- Duque de Beaufort
- Duque de Bedford
- Duque de Cambridge (también Príncipe de Gales)
- Duque de Cornualles
- Duque de Devonshire
- Duque de Dorset
- Duque de Grafton
- Duque de Lancaster
- Duque de Marlborough
- Duque de Norfolk
- Duque de Northumberland
- Duque de Richmond
- Duque de Rutland
- Duque de Saint Albans
- Duque de Somerset
- Duque de York
- Duque de Sussex

### Par de Escocia
- Duque de Rothesay (Príncipe y Gran Senescal de Escocia)
- Duque de Buccleuch
  - Duque de Berwick (nobleza jacobita)
- Duque de Argyll
- Duque de Atholl
- Duque de Montrose
- Duque de Roxburghe

### Par de Irlanda
- Duque de Abercorn
- Duque de Leinster

### Par de Gran Bretaña
- Duque de Bridgwater
- Duque de Buckingham
- Duque de Hamilton
- Duque de Manchester
- Duque de Newcastle
- Duque de Portland

### Par del Reino Unido

Marqués

Conde

Vizconde

Barón

- Duque de Cambridge
- Duque de Clarence
- Duque de Edimburgo
- Duque de Fife
- Duque de Gloucester
- Duque de Kent
- Duque de Sutherland
- Duque de Wellington
- Duque de Westminster
- Duque de Windsor
- Duque de York

- Marqués de Ailsa
- Marqués de Bristol
- Marqués de Carisbrooke
- Marqués de Cholmondeley
- Marqués de Londonderry
- Marqués de Milford Haven
- Marqués de Normanby
- Marqués de Winchester

- Conde de Albemarle
- Conde de Bridgwater
- Conde de Lincoln
- Conde de Pembroke
- Conde de Perth
- Conde de Portland
- Conde de Ross
- Conde de Sandwich
- Conde de Scarbrough
- Conde de Shaftesbury
- Conde de Shrewsbury
- Conde de Snowdon
- Conde Spencer
- Conde de Strathmore y Kinghorne
- Conde de Suffolk
- Conde de Warrington
- Conde de Warwick
- Conde de Wessex
- Conde de Westmorland
- Conde de Winchilsea y Nottingham

- Vizconde Bearsted
- Vizconde Bolingbroke
- Vizconde Gormanston
- Vizconde Hereford
- Vizconde Midleton
- Vizconde Portman
- Vizconde Torrington

- Barón Berkeley
- Barón Camoys
- Barón Churston
- Barón Clinton
- Barón Cromwell
- Barón Dacre
- Barón Darcy de Knayth
- Barón de Clifford
- Barón de Ros
- Barón Dudley
- Barón Grey de Codnor
- Barón Howard de Walden
- Barón Jessel
- Barón Latimer
- Barón Mountevans
- Barón Mowbray
- Barón Petre
- Barón Saint John de Bletso
- Barón Seaford
- Barón Vaux de Harrowden
- Barón Willoughby de Eresby
- Barón Windlesham
- Barón Zouche